# Lady Lotus
Lady Lotus (también conocida como Lotus Newmark) es una supervillana ficticia que aparece en los cómics estadounidenses publicados por Marvel Comics.

## Historial de publicaciones
Lady Lotus apareció por primera vez en Invaders # 37 (febrero de 1979), y fue creada por Don Glut, Rick Hoberg, Chic Stone y Alan Kupperberg.

## Biografía ficticia
Lady Lotus nació en Japón y exhibió fuertes poderes psíquicos a una edad temprana. Desarrolló estas habilidades a través de la meditación constante y complementó sus poderes con la flor de loto sagrada. A los 21 años se mudó a Estados Unidos. Tras el ataque japonés a Pearl Harbor, Estados Unidos comenzó a mantener a los japoneses-estadounidenses en campos de concentración para determinar sus lealtades. Disgustada por esto, Lady Lotus se refugió en el barrio chino de Nueva York y abrió una tienda de curiosidades llamada "La Casa de Lotus". Lanzó una sutil sugerencia hipnótica sobre cualquiera que entrara en la tienda, convenciendo a sus clientes de que en realidad era china. Enojada por la forma en que los estadounidenses trataban a su pueblo, juró destruir los Estados Unidos y se alió con las potencias del Eje.
Cuando U-Man estaba a punto de intentar un ataque contra la nave insignia del Sub-Marinero, los poderes mentales de Lady Lotus lo obligaron a alejarse repentinamente, quien le ordenó que fuera a su guarida. Cuando U-Man llegó a la Casa de Lotus, Lady Lotus envió a sus guardias para probar su fuerza y quedó impresionada. Cuando U-Man trató de defenderse de ella, se sintió impotente debido a sus habilidades mentales. Ella le dijo que estaba interesada en el miembro del equipo de Kid Commandos, Golden Girl. Con sus poderes, se aseguró de que los saboteadores japoneses hicieran un intento en el muelle de Santa Mónica.que sería detenido por los Kid Commandos. Después de que derrotaron a los saboteadores, ella envió a U-Man a capturar a Golden Girl y él la llevó de regreso a un almacén a pedido de Lady Lotus. Allí, Golden Girl fue tratada con el mayor respeto e incluso se le ofreció té mientras Lady Lotus le contaba su historia. Intentó apelar a su ascendencia japonesa común para que pudieran trabajar juntos para apoderarse de los Estados Unidos, pero Golden Girl no se inmutó en su compromiso con Estados Unidos, a pesar de lo que ella y su padre, el Dr. Sam Sabuki, habían sufrido. Lady Lotus trató de apoderarse de su mente, pero una de las explosiones de energía de Golden Girl la cegó. Los Invasores y los otros Kid Commandos llegaron justo cuando los soldados de U-Man y Lady Lotus intentaron capturar a Golden Girl, lo que provocó que Lady Lotus huyera con U-Man.
Mientras tanto, algunos de los agentes de Lady Lotus intentaron revivir al Barón Sangre y cuando volvió en sí, Lady Lotus lo dirigió a la Casa de Lotus para unir sus fuerzas. Después de bañarse en pétalos de loto y agua perfumada, Lady Lotus se enfrentó al Barón Sangre y U-Man, y le demostró al Barón Sangre que podía controlarlo con la misma eficacia que Drácula. Luego le proporcionó un ataúd y tierra de Inglaterra para que descansara, y un traje nuevo para reemplazar su ropa hecha jirones. Luego envió al Barón Sangre para ayudar al Hombre Supremo y la Mujer Guerrera a pasar de contrabando a Estados Unidos. Los invasores interfirieron, pero el Barón Sangre todavía tiene éxito en el plan.
Lady Lotus capturó a varios hombres y mujeres de Chinatown y los hipnotizó para que los hombres fueran sus guardias y las mujeres sus sirvientas. Con los cuatro agentes del Eje disfrazados reunidos, Lady Lotus declaró que unirían fuerzas como el Súper Eje. La Mujer Guerrera y el Hombre Supremo se negaron a obedecer a una mujer japonesa, pero Lady Lotus los obligó a obedecer a ilusiones hipnóticas.
Mientras tanto, la Antorcha Humana llegó a la Casa de Lotus, preguntándose si había una conexión con Lady Lotus. Ella lo saludó y tomó el control de él con hipnosis, ofreciéndole su amor y jugando con sus sentimientos de rechazo después de que Spitfire eligiera al Capitán América. Ella envió el Super-Eje y la Antorcha Humana para destruir el centro ferroviario de Chicago para obstaculizar los suministros estadounidenses, y los dirigió mentalmente desde la distancia. Cuando la Antorcha casi mata a Miss América y al Whizzer, El Capitán América pudo ayudarlo a recuperar los sentidos. Enojada por cómo jugaba con sus emociones, la Antorcha atacó la Casa de Lotus en solitario. Ella envió a su samurái a luchar contra él, pero él lanzó un destello de luz brillante que rompió su hechizo sobre ellos. Lady Lotus escapó durante el combate cuerpo a cuerpo. Con la derrota del Super-Eje, Lady Lotus se retiró a Chinatown. Días después, tuvo la oportunidad de encontrarse con Garra Amarilla y su joven sobrina, Suwan, bajo la lluvia. Ella se sorprendió, pensando que la Garra era solo una leyenda. La Garra dijo que admiraba su ambición, pero prometió que incluso si le tomaba otra década, él sería el que conquistaría los Estados Unidos.
Más tarde, U-Man se vengó de Lady Lotus por convertirlo en su esclavo al violarla y ella dio a luz a su hija, Nia.
Lady Lotus se reveló como la verdadera identidad del señor del crimen contemporáneo de Los Ángeles "Lotus Newmark" en Captain America : Forever Allies #1 (2010). Como Lotus Newmark, había aparecido anteriormente en historias en Avengers Spotlight (con Hawkeye, escrita por Steve Gerber), Wonder Man y Nomad.

## Poderes y habilidades
Lady Lotus posee la capacidad de hipnotizar a otros a kilómetros de distancia, obligándolos a obedecer su voluntad. También puede proyectar imágenes psíquicamente en una bola de cristal, lanzar ilusiones mentales y tenía poderes limitados de precognición. La exposición a las flor de loto aumentaba sus poderes y se bañaba durante una hora en un baño de flores para aumentar sus habilidades. Debido a aparentes medios místicos, ella tampoco envejece.